# Agabus bipustulatus
Agabus bipustulatus är en skalbaggsart som först beskrevs av Carl von Linné 1767.  Agabus bipustulatus ingår i släktet Agabus och familjen dykare. Arten är reproducerande i Sverige. Inga underarter finns listade i Catalogue of Life.

## Bildgalleri

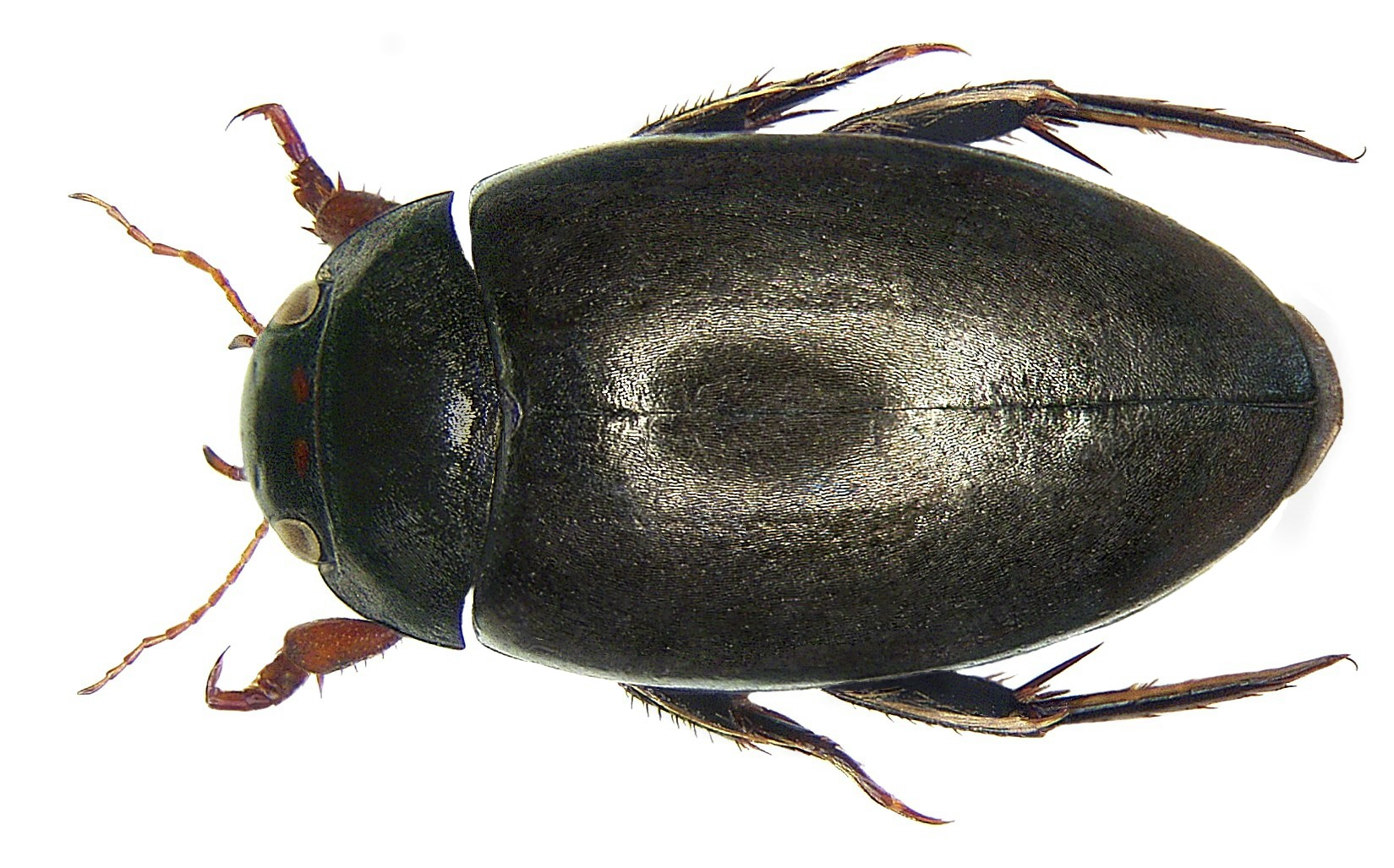
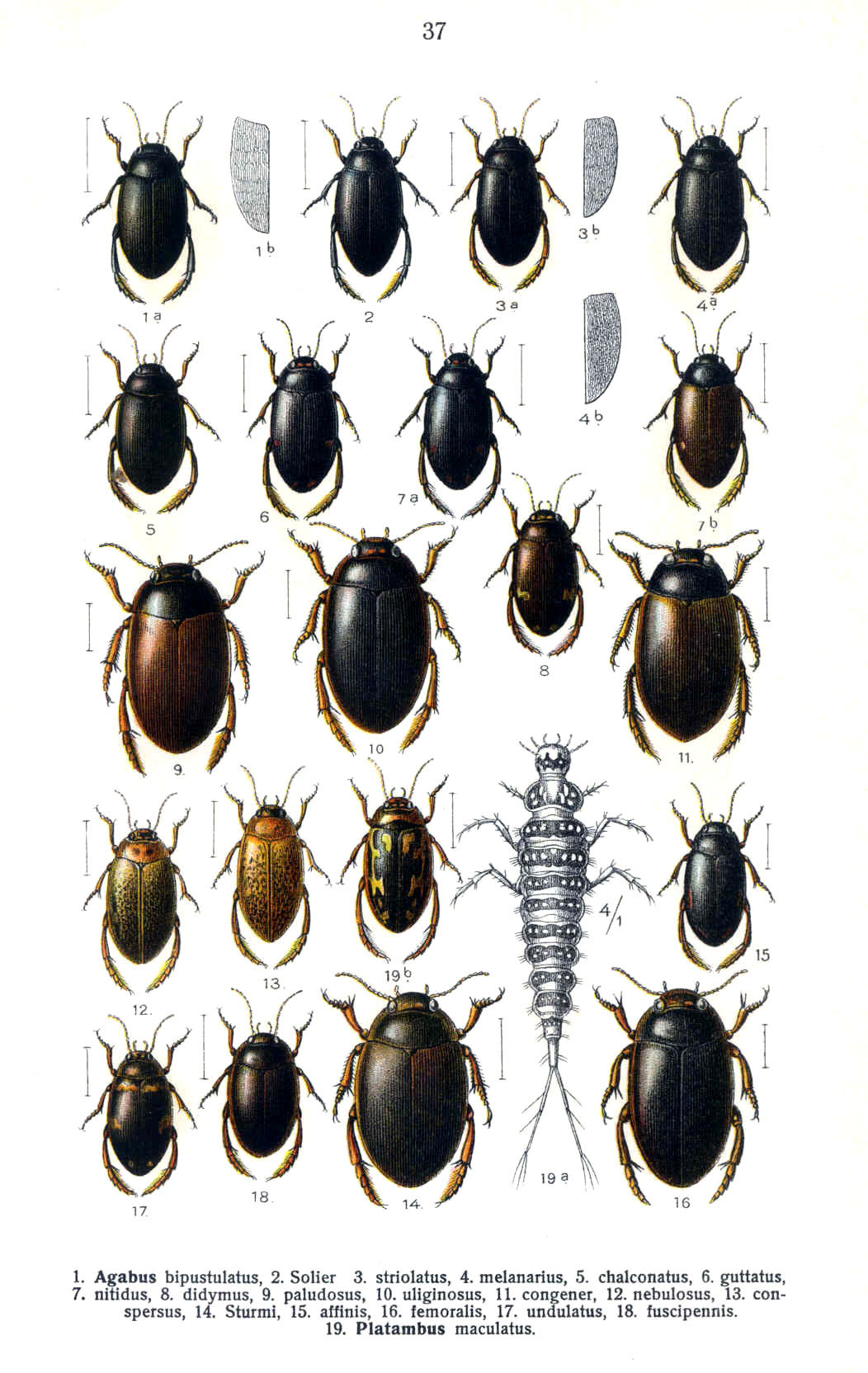
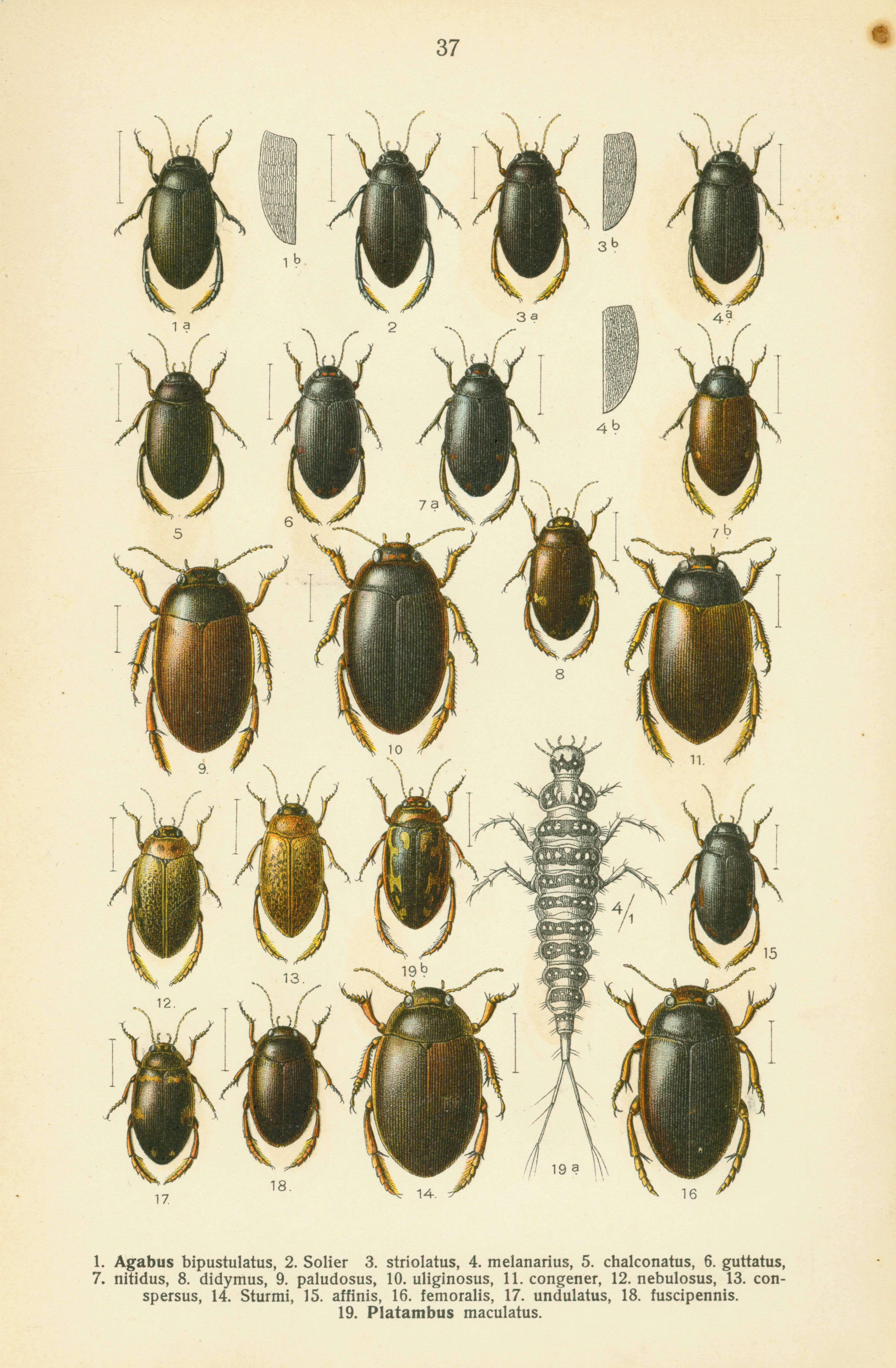